# Klasyfikacja gleb WRB

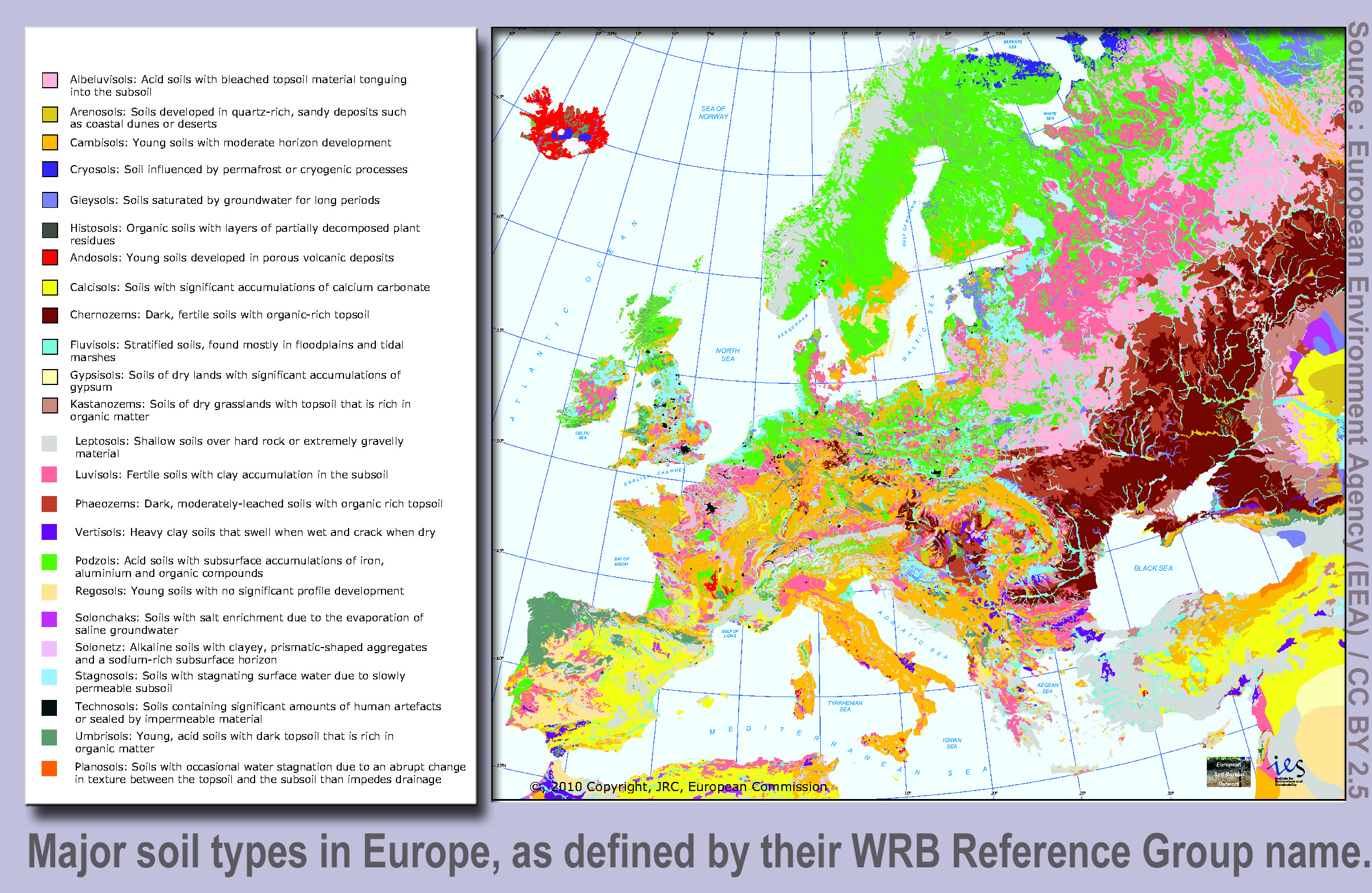
Klasyfikacja WRB gleb Europy

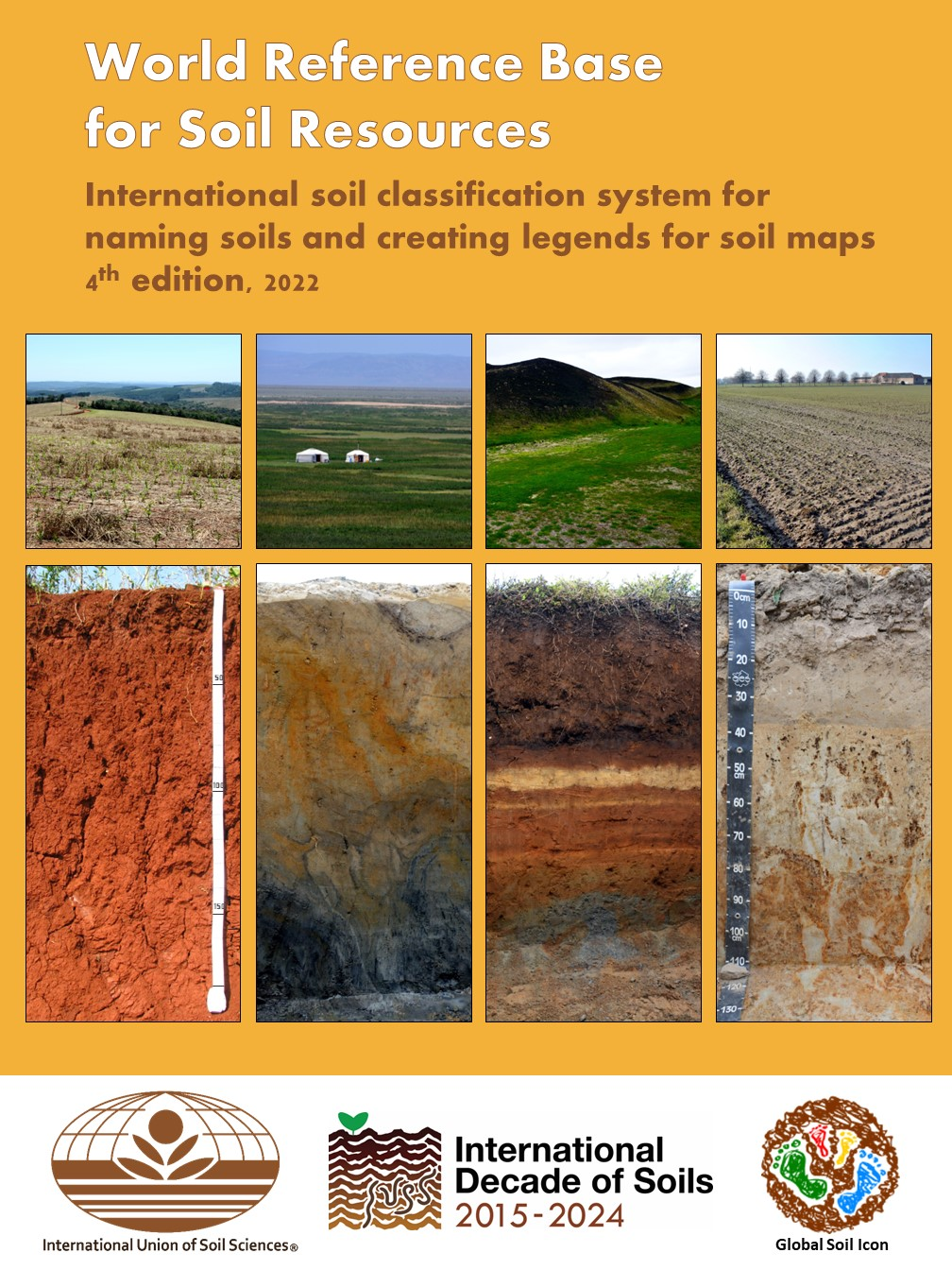
WRB, czwarta edycja (2022)

Klasyfikacja gleb WRB (Klasyfikacja Zasobów Glebowych Świata, ang. World Reference Base for Soil Resources – WRB) – międzynarodowy standard systematyki i nomenklatury gleb.
Klasyfikacja została opublikowana w 1998 r. przez specjalistów reprezentujących Organizację Narodów Zjednoczonych do spraw Wyżywienia i Rolnictwa (Food and Agriculture Organization of the United Nations – FAO), Międzynarodowe Centrum Informacji o Glebie (International Soil Reference and Information Centre – ISRIC) oraz Międzynarodowe Towarzystwo Gleboznawcze (International Society of Soil Sciences – ISSS). Zgodnie z przyjętym założeniem, że aktualizacje systematyki gleb FAO będą robione co 8 lat, w 2014 r. opublikowana została trzecia edycja WRB, a w 2022 opublikowano czwartą edycje.
W klasyfikacji WRB wydziela się 32 główne grupy glebowe (Reference Soil Groups – RSG), które w pewnym przybliżeniu można traktować jako odpowiedniki rzędów w klasyfikacji gleb Polskiego Towarzystwa Gleboznawczego. Grupy dzieli się na jednostki niższego rzędu.

## Historia powstania
Międzynarodowa współpraca dotycząca ujednolicenia nomenklatury, systematyki i kartografii gleb rozpoczęła się w 1956 r. na VI Kongresie Międzynarodowego Towarzystwa Gleboznawczego w Paryżu. FAO, UNESCO (United Nations Educational, Scientific and Cultural Organization – Organizacja Narodów Zjednoczonych do Spraw Oświaty, Nauki i Kultury) i ISSS wzięły na siebie trud rozwoju współpracy i opracowania powszechnie akceptowanej nomenklatury i klasyfikacji służącej dokonywaniu porównań i wymianie informacji na arenie międzynarodowej oraz oszacowania zasobów glebowych świata.
Efektem wieloletnich prac było powstanie klasyfikacji gleb FAO/UNESCO z 1974 r., uaktualnionej w 1988 r. Klasyfikacja ta powstała na potrzeby legendy do Mapy gleb świata (Soil map of the world (1:5 mln)) wykorzystywanej przez agencje ONZ i została uznana przez gleboznawców za pierwszą międzynarodową klasyfikację gleb. Opierała się ona w znacznej mierze na podejściu geograficzno-genetycznym i w miarę możliwości wykorzystywała tradycyjne nazwy zaczerpnięte z systematyk narodowych. W legendzie mapy z 1974 r. wyodrębniono 106 jednostek glebowych, które grupowały się w 26 odpowiedników typów gleb (Acrisols, Andosols, Arenosols, Cambisols, Chernozems, Ferralsols, Fluvisols, Gleysols, Greyzems, Gypsisols, Histosols, Kastanozems, Lithosols, Luvisols, Nitosols, Phaeozems, Planosols, Podzols, Podzoluvisols, Rankers, Regosols, Rendzinas, Solonchaks, Solonetz, Vertisols, Yermosols).
Pierwszym krokiem do powstania następcy legendy do Mapy gleb świata były, inicjowane przez FAO, UNESCO, UNEP (United Nations Environment Programme – Program ds. Środowiska Narodów Zjednoczonych) i ISSS, spotkania gleboznawców w Sofii w 1980 i 1981 r., gdzie ustalono rozpoczęcie prac nad opracowaniem Międzynarodowej Bazy Referencyjnej Zasobów Glebowych (International Reference Base for Soil Classification – IRB). Miał to być system ułatwiający korelowanie i ujednolicanie istniejących klasyfikacji oraz wymianę informacji i doświadczeń. Prace były prowadzone w ramach Grupy Roboczej lub Komisji ISSS. W 1992 r. ustalono, że podstawą prac będzie Zrewidowana Legenda do Mapy Gleb Świata FAO/UNESCO z 1988 r. i zmieniono nazwę IRB na WRB (World Reference Base for Soil Resources – Klasyfikacja Zasobów Glebowych Świata).
Pierwsza wersja klasyfikacji została opublikowana pod patronatem ISSS, ISRIC i FAO w 1998 r. i została zarekomendowana przez ISSS jako oficjalne źródło terminologii dotyczącej klasyfikacji gleb. W następnych latach WRB została przetłumaczona na 13 języków, stała się oficjalnym systemem klasyfikacji gleb Komisji Europejskiej, a także wywarła istotny wpływ na wiele systematyk regionalnych. Powstała oficjalna strona internetowa i forum WRB.
Klasyfikacja obejmowała 30 Głównych Grup Glebowych (RSG – Histosols, Cryosols, Anthrosols, Leptosols, Vertisols, Fluvisols, Solonchaks, Gleysols, Andosols, Podzols, Plinthosols, Ferralsols, Solonetz, Planosols, Chernozems, Kastanozems, Phaeozems, Gypsisols, Durisols, Calcisols, Albeluvisols, Alisols, Nitisols, Acrisols, Luvisols, Lixisols, Umbrisols, Cambisols, Arenosols, Regosols). Uzgodniono, że kolejna wersja klasyfikacji powstanie za 8 lat. W międzyczasie intensywnie pracowano nad oceną zaproponowanego systemu i możliwościami jego ulepszenia.

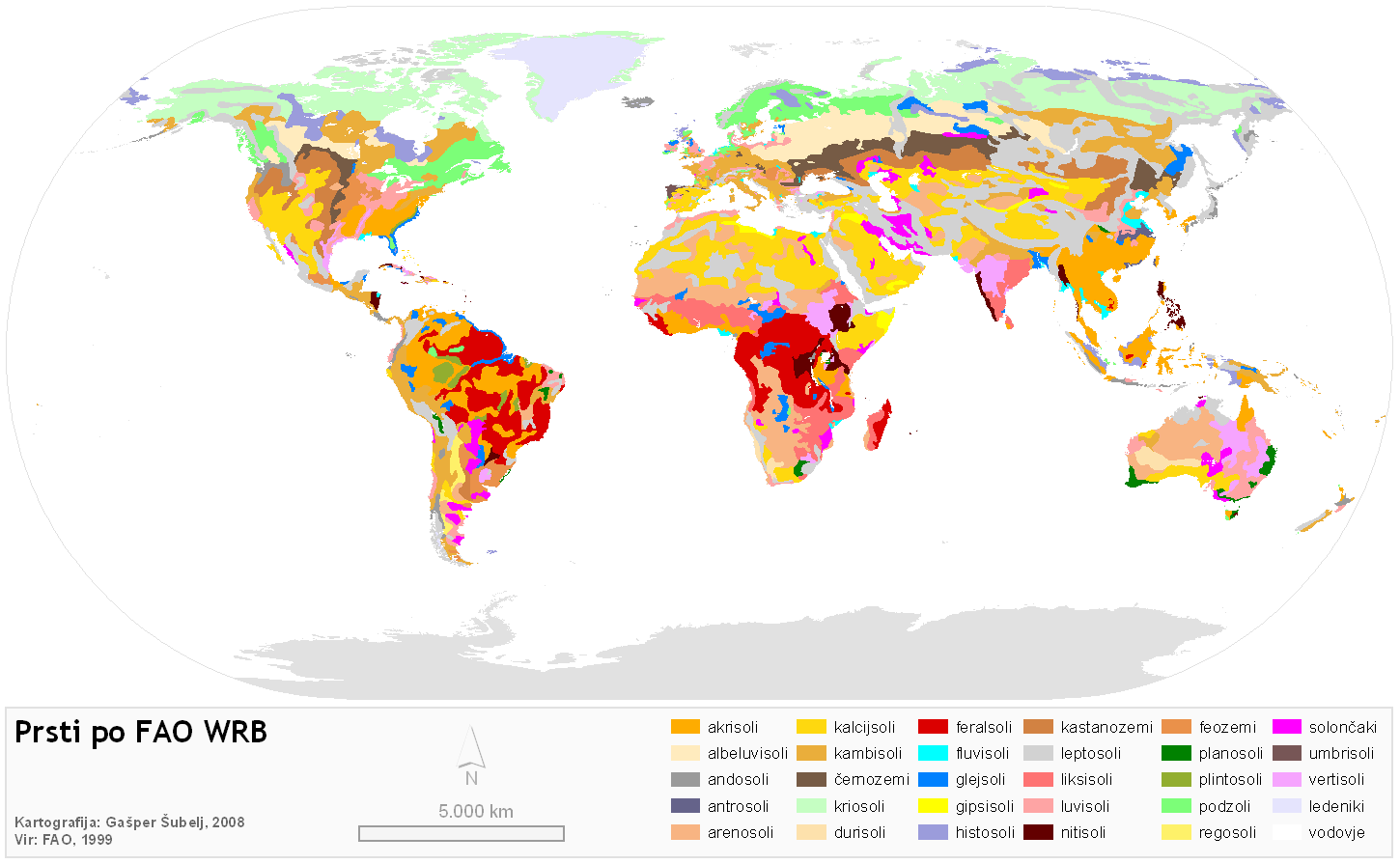
Mapa gleb świata według WRB

W 2006 r. pod patronatem IUSS (International Society of Soil Sciences – Międzynarodowa Unia Towarzystw Gleboznawczych, przemianowana w 2002 r. z ISSS), ISRIC i FAO ukazała się druga, zrewidowana edycja WRB z aktualizacją w 2007 r. (wynikającą z konieczności poprawienia istotnych błędów i niedociągnięć w wersji wydrukowanej w 2006 r.), dwa lata później ukazało się polskie tłumaczenie. Dodano dwie nowe jednostki – Technosols i Stagnosols, zmodyfikowano kolejność w kluczu do wydzielania RSG, zmieniono definicje wielu poziomów, właściwości i materiałów diagnostycznych i podzielono kwalifikatory na prefiksowe i sufiksowe.
Zgodnie z przyjętym założeniem, że aktualizacje systematyki gleb FAO będą robione co 8 lat, w 2014 r. FAO i IUSS opublikowały kolejną, trzecią edycję klasyfikacji WRB. Wprowadzono pewne zmiany w kluczu do wyznaczania RSG oraz zastąpiono Albeluvisols przez nieco szerzej definiowane Retisols. Zmieniono i dodano nowe definicje wielu poziomów, właściwości i materiałów diagnostycznych. W 2022 r. opublikowano czwartą edycję WRB. Zmieniono w niej nieco ukłąd i zawartośc podręcznika i aneksów, m.in. dodano przewodnik terenowy w aneksie I. Dodano generalne definicje, zmieniono kolejnośc w kluczu do wyznaczania RSG, dodano, uzunięto, zmieniono lub doszczegółowiono wiele definicji diagnostycznych poziomów, właściwości i materiałów.

## Główne założenia
- Klasyfikacja gleb odbywa się na podstawie właściwości zdefiniowanych jako poziomy diagnostyczne (diagnostic horizons), właściwości diagnostyczne (diagnostic properties) lub materiały diagnostyczne (diagnostic materials). Powinny być one w największym możliwym stopniu wymierne i możliwe do zmierzenia w terenie.
- Cechy diagnostyczne wynikają z zachodzących procesów glebotwórczych (zgodnie z aktualną wiedzą), jednak same procesy nie są uważane za kryteria klasyfikacji.
- Cechy najważniejsze z punktu widzenia użytkowania gleby są, w miarę możliwości, postawione najwyżej w klasyfikacji.
- Parametry klimatu nie są brane pod uwagę przy klasyfikacji gleb (jak w przypadku USDA Soil Taxonomy), choć są przydatne przy interpretacji. Pozwala to uniknąć problemów przy braku danychn klimatycznych oraz zmiany nazwy gleby w przypadku gdy zmienia się jedynie klimat, a profil glebowy pozostaje bez zmian.
- WRB jest kompleksowym systemem klasyfikacji umożliwiającym uwzględnienie krajowych klasyfikacji gleb.
- WRB nie zastępuje krajowych klasyfikacji gleb, a ma służyć jako wspólny mianownik w komunikacji międzynarodowej.
- Klasyfikacja WRB odbywa się na 2 poziomach:
  - Główna Grupa Glebowa (RSG), jedna spośród 32.
  - Główna Grupa Glebowa połączona z zestawem kwalifikatorów (główny i dodatkowe) dodane do nazwy z osobnej listy dla każdej RSG.
- Wiele grup glebowych reprezentuje główne regiony glebowe świata, tak by otrzymać kompleksowy przegląd pokrywy glebowej świata.
- Definicje i opisy gleb odzwierciedlają poziomą i pionową zmienność cech gleb w krajobrazie.
- Termin baza referencyjna odzwierciedla funkcję współnego mianownika: ułatwienie korelacji i harmonizacji systemów krajowych.
- WRB służy również jako narzędzie do komunikacji przy kompilowaniu globalnych baz danych o glebie oraz inwentaryzacji i monitorowaniu światowych zasobów gleby.
- Nazewnictwo zachowuje tradycyjne terminy lub takie, które łatwo wprowadzić do potocznego języka. By uniknąć nieporozumień nazwy zostały precyzyjnie zdefiniowane[15].

## Grupy gleb według WRB (2022)[16]
| Grupa gleb                                                                               | Pochodzenie nazwy                             | Charakterystyka | Niektóre odpowiedniki regionalne                                                                                            |
| ---------------------------------------------------------------------------------------- | --------------------------------------------- | --- | --- |
| Gleby z grubą warstwą organiczną:                                                        |                                               | | |
| Histosols                                                                                | gr. histos – tkanka                           | miąższe poziomy organiczne                                                                                              | gleby bagienne, gleby torfowe, gleby organiczne                                                                             |
| Gleby silnie przekształcone przez człowieka:                                             |                                               | | |
| Anthrosols                                                                               | gr. anthropos – człowiek                      | po długiej, intensywnej uprawie rolnej                                                                                  | gleby antropogeniczne, gleby kulturoziemne                                                                                  |
| Technosols                                                                               | gr. technikos – zręcznie wykonany             | z dużą ilością antropogenicznych artefaktów                                                                             | gleby antropogeniczne, gleby industrioziemne                                                                                |
| Gleby z ograniczeniami dla wzrostu korzeni:                                              |                                               | | |
| Cryosols                                                                                 | gr. kryos – zimny, lód                        | z wieloletnią zmarzliną                                                                                                 | gleby poligonalne i strukturalne, gleby marzłociowe                                                                         |
| Leptosols                                                                                | gr. leptos – cienki                           | płytkie gleby inicjalne i słabo wykształcone ze skał litych lub mocno szkieletowe (zaierające wiele grubych fragmentów) | litosole, rankery, rędziny                                                                                                  |
| Solonetz                                                                                 | ros. sol – sól                                | dużo wymiennego Na w kompleksie sorpcyjnym                                                                              | sołońce, sołodzie |
| Vertisols                                                                                | łac. vertere – odwracać                       | bogate w pęczniejące iły, naprzemienne kurczenie i pęcznienie w okresach suchych i wilgotnych                           | vertisole, smolnice, smonice, regury, tirsy                                                                                 |
| Solonchaks                                                                               | ros. sol – sól                                | wysokie stężenie soli rozpuszczalnych                                                                                   | sołonczaki |
| Gleby wyróżniające się dominującą rolą związków Fe i Al:                                 |                                               | | |
| Gleysols                                                                                 | ros. glej – glej                              | pod wpływem wód gruntowych, pływów lub podwodne (z procesami oglejenia)                                                 | gleby glejowe |
| Andosols                                                                                 | jap. an – ciemny, do – gleba                  | gleby zawierające allofany i/albo kompleksy glinowo-próchniczne                                                         | gleby wulkaniczne, andosole                                                                                                 |
| Podzols                                                                                  | ros. pod – pod, zoła – popiół                 | iluwialne nagromadzenie tlenków i/albo próchnicy w dolnej części profilu                                                | bielica, gleby bielicowe, gleby glejo-bielicoziemne                                                                         |
| Plinthosols                                                                              | gr. plinthos – cegła                          | akumulacja i redystrybucja Fe w warunkach hydromorficznych                                                              | gleby laterytowe |
| Planosols                                                                                | łac. planus – płaski, równy                   | stagnacja wody na cięższym materiale (nagła zmiana uziarnienia)                                                         | gleby stagnoglejowe, gleby pseudoglejowe                                                                                    |
| Stagnosols                                                                               | łac. stagnare – stagnować                     | stagnacja wody na materiale o innej strukturze lub przy umiarkowanej zmianie uziarnienia                                | gleby stagnoglejowe, pseudoglejowe                                                                                          |
| Nitisols                                                                                 | łac. nitidus – lśniący                        | minerały ilaste o niskiej aktywności, silnie związany fosfor, dużo tlenków Fe, silnie strukturalne                      | czerwone gleby ferralitowe                                                                                                  |
| Ferralsols                                                                               | łac. ferrum – żelazo, łac. alumen – glin      | dominacja kaolinitu i tlenków (Fe i Al)                                                                                 | czerwonożółte gleby ferralitowe                                                                                             |
| Gleby z wyraźną akumulacją materii organicznej w wierzchniej, mineralnej części profilu: |                                               | | |
| Chernozems                                                                               | ros. czornyj – czarny, ziemla – ziemia        | czarny, miąższy poziom próchniczny, wtórne węglany                                                                      | czarnoziemy |
| Kastanozems                                                                              | łac. castanea – kasztan, ros. ziemla – ziemia | ciemny poziom próchniczny, wtórne węglany                                                                               | gleby kasztanowe |
| Phaeozems                                                                                | gr. phaios – ciemny, ros. ziemla – ziemia     | ciemny poziom próchniczny, brak węglanów (lub bardzo głęboko), wysokie wysycenie kompleksu sorpcyjnego zasadami         | bruniziemy (czarnoziemne gleby prerii), niektóre czarne ziemie, zdegradowane czarnoziemy, szare gleby leśne                 |
| Umbrisols                                                                                | łac. umbra – cień                             | ciemny poziom próchniczny, niskie wysycenie kompleksu sorpcyjnego zasadami                                              | zdegradowane czarnoziemy, zdegradowane czarne ziemie                                                                        |
| Gleby z akumulacją soli średnio rozpuszczalnych lub substancji niebędących solami:       |                                               | | |
| Durisols                                                                                 | łac. durum – twardy                           | akumulacja i scementowane wtórną krzemionką                                                                             | gleby w rejonach semiaridowych zawierające wytrącenia wtórnej krzemionki w postaci konkrecji lub nieprzepuszczalnych warstw |
| Gypsisols                                                                                | łac. gypsum – gips                            | akumulacja wtórnych gipsów                                                                                              | buroziemy lub gleby szarobure z poziomem akumulacji gipsu                                                                   |
| Calcisols                                                                                | łac. calx – wapno                             | akumulacja wtórnych węglanów                                                                                            | gleby z poziomem akumulacji węglanu wapnia, głównie półpustynne i pustynne                                                  |
| Gleby wzbogacone w ił w poziomach podpowierzchniowych:                                   |                                               | | |
| Retisols                                                                                 | łac. rete – sieć                              | zacieki jaśniejszego materiału wchodzące w poziom o drobniejszym uziarnieniu i bardziej intensywnym kolorze             | gleby płowe bielicowe, gleby płowe opadowo-glejowe, gleby płowe zaciekowe                                                   |
| Acrisols                                                                                 | łac. acer – bardzo kwaśny                     | minerały ilaste o niskiej aktywności, niskie wysycenie kompleksu sorpcyjnego zasadami                                   | żółtoziemy i czerwonoziemy                                                                                                  |
| Lixisols                                                                                 | łac. lixus – wymyty                           | minerały ilaste o niskiej aktywności, wysokie wysycenie kompleksu sorpcyjnego zasadami                                  | gleby cynamonoczerwone i gleby czerwonobure                                                                                 |
| Alisols                                                                                  | łac. alumen – glin                            | minerały ilaste o wysokiej aktywności, niskie wysycenie kompleksu sorpcyjnego zasadami, dużo wolnego Al                 | gleby alitowe |
| Luvisols                                                                                 | łac. eluo – myje, płuczę                      | minerały ilaste o wysokiej aktywności, wysokie wysycenie kompleksu sorpcyjnego zasadami                                 | gleby płowe |
| Młode gleby o słabo rozwiniętym lub nie rozwiniętym profilu:                             |                                               | | |
| Cambisols                                                                                | łac. cambiare – zmieniać                      | gleby średnio ukształtowane                                                                                             | gleby brunatne, brunisole, gleby cynamonowe                                                                                 |
| Arenosols                                                                                | łac. arena – piasek                           | piaszczyste, bez wykształconych poziomów diagnostycznych                                                                | arenosole |
| Fluvisols                                                                                | łac. fluvius – rzeka                          | warstwowane osady rzeczne, morskie lub jeziorne                                                                         | mady, gleby aluwialne, gleby napływowe                                                                                      |
| Regosols                                                                                 | gr. rhegos – przykryty                        | gleby słabo ukształtowane na nieskonsolidowanym podłożu                                                                 | regosole |

W dwóch pierwszych wydaniach systematyki wydzielane były również Albeluvisols, których nie ma w poźniejszych odsłonach WRB. Zastępujące je Retisols.

## Poziomy, właściwości i materiały diagnostyczne
Poziomy, właściwości oraz materiały diagnostyczne to kluczowe elementy klasyfikacji gleb. Ich cechy mogą być obserwowane lub mierzone zarówno w terenie, jak i w laboratorium. Aby mogły zostać uznane za diagnostyczne, mierzone wartości muszą zawierać się pomiędzy ściśle ustalonymi minimalnymi i maksymalnymi wartościami.
Poziomy diagnostyczne wyróżniają się tym, że wymagają określonej minimalnej grubości, co sprawia, że tworzą rozpoznawalną warstwę w glebie. Odzwierciedlają one szeroko rozpowszechnione, typowe efekty procesów glebotwórczych, co czyni je kluczowymi w identyfikacji i klasyfikacji gleb.
- Lista poziomów diagnostycznych WRB (2022): Antropogeniczne (mineralne): anthraquic, hortic, hydragric, irragric, plaggic, pretic, terric. Mogące być mineralne lub organiczne: calcic, cryic, salic, thionic. Organiczne: folic, histic. Powierzchniowe, mineralne: chernic, mollic, umbric. Inne mineralne związane z akumulacją migrujących w profilu substancji: argic, duric, ferric, gypsic, limonic, natric, petrocalcic, petroduric, petrogypsic, petroplinthic, pisoplinthic, plinthic, sombric, spodic, tsitelic. Inne mineralne: albic, cambic, cohesic, ferralic, fragic, nitic, panpaic, protovertic, vertic.
- Skrócony opis wybranych poziomów diagnostycznych:
  - Histic – powierzchniowy lub podpowierzchniowy poziom składający się z nasączonego wodą >30 dni w roku, aktualnie lub w przeszłości, materiału organicznego o miąższości ≥10 cm.
  - Mollic – powierzchniowy poziom próchniczny (≥0,6% węgla organicznego) o miąższości min. 10–20 cm, ciemnej barwie, dobrze rozwiniętej strukturze i wysokim wysyceniu kompleksu sorpcyjnego zasadami.
  - Umbric – powierzchniowy poziom próchniczny (≥0,6% węgla organicznego) o miąższości min. 10–20 cm, ciemnej barwie, dobrze rozwiniętej strukturze i niskim wysyceniu kompleksu sorpcyjnego zasadami.
  - Argic – podpowierzchniowy poziom mineralny o uziarnieniu piasku gliniastego lub drobniejszym zawierający min 8% frakcji iłu i zawierający wyraźnie więcej iłu niż poziom leżący nad nim lub zawierający ślady iluwiacji (wmycia) iłu (wyściółki i otoczki ilaste) bez względu na to, czy w jego stropie występuje nieciągłośc litologiczna.
  - Cambic – podpowierzchniowy poziom mineralny o miąższości min. 15 cm, uziarnieniu drobniejszym od gliny piaszczystej lub piasku bardzo drobnego wykazujący oznaki przekształceń pedogenicznych wobec poziomu niżej położonego (zmiana struktury, barwy, wymycie węglanów lub gipsów).
  - Spodic – podpowierzchniowy, kwaśny poziom mineralny o miąższości min. 2,5 cm Z iluwialnym nagromadzeniem próchnicy i amorficznych związków Fe i Al. O pH (H2O)<5,9, żywej barwie i częstym położeniem pod materiałem Albic.

Właściwości diagnostyczne nie wymagają określonej minimalnej grubości, lecz skupiają się na atrybutach, które odzwierciedlają rezultaty procesów glebotwórczych lub wskazują na specyficzne warunki glebotwórcze. Są one istotne w identyfikacji szczególnych właściwości gleby, ale nie muszą tworzyć wyraźnych warstw.
- Lista właściwości diagnostycznych WRB (2022): Związane z cechami powierzchni gleby: takyric, yermic. Opisujące ralacje dwuch warstw: nagła zmiana uziarnienia, albeluvic glossae, nieciągłośc litologiczna, retic. Pozostałe: andic, anthric, lita skała, gleyic, protocalcic, protogypsic, warunki redukcyjne, szczeliny od pęcznienia i kurczenia się, sideralic, stagnic, vitric.

Materiały diagnostyczne to materiały, które znacząco wpływają na procesy glebotwórcze. Opisują one sam materiał glebowy, a nie materiał macieżysty, choć cechy materiałów diagnostycznych mogą pochodzić zarówno z materiału (skały) macierzystego, jak i być wynikiem późniejszych procesów glebotwórczych. Minimalna grubość również nie jest tutaj wymagana.
- Lista materiałów diagnostycznych WRB (2022): Związane z koncentracją węgla organicznego lub z artefaktami organicznymi: mineral, mulmic, organic, organotechnic, glebowy węgiel organiczny. Związane z kolorem: claric. Technogeniczne: artefakty, twardy, zwarty materiał technogeniczny. Pozostałe: aeolic, calcaric, dolomitic, fluvic, gypsiric, hypersulfidic, hyposulfidic, limnic, ornithogenic, solimovic, tephric[15].

## Zasady klasyfikacji gleb według WRB
1. Wydzielenie poziomów, właściwości i materiałów diagnostycznych. Wstępna klasyfikacja możliwa jest w terenie, lecz jedynie posiadając dane z analiz laboratoryjnych można definitywnie je sklasyfikować. Należy się przy tym dokładnie trzymać granicznych wartości liczbowych, nie naciągając ich.
2. Ustalenie grupy glebowej (RSG) posługując się kluczem.
3. Dodanie kwalifikatorów (z listy przy każdej grupie). Kwalifikatory główne dodaje się przed nazwą RSG. Kwalifikatory dodatkowe można dodać w nawiasie, alfabetycznie po nazwie grupy glebowej. Jeżeli kwalifikatory dotyczą tylko części profilu, można dodać przedrostki takie jak np. Epi-, Endo-, Amphi-, Panto-, precyzujące, o którą część profilu chodzi[16].

Przykład klasyfikacji WRB:
Opis terenowy: Gleba powstała z lessu, wzrost zawartości iłu na głębokości 60 cm, poniżej nacieki ilaste, brak stratyfikacji. pH pomiędzy 50 a 100 cm wynosi 6,0. Uboższy w ił poziom (0–60 cm) dzieli się na 2 części: górną – ciemniejszą, dolną – jaśniejszą. Poziom wzbogacony w ił ma wewnątrz agregatów pewną ilość plamek o intensywnym kolorze i warunki redukcyjne przez pewną część roku (na wiosnę).
1. wzrost zawartości iłu nie wynikający z nieciągłości litologicznej, a także nacieki ilaste → poziom argic
2. poziom argic z dużą pojemnością sorpcyjną (skała lessowa) z dużą ilością zasad w kompleksie sorbcyjnym (pH=6,0) → Luvisol
3. jasna barwa poziomu eluwialnego → material claric
4. materiał claric powyżej poziomu argic→ poziom albic → kwalifikator Albic
5. plamki reduksomorficzne wewnątrz agregatów → właściwości stagnic
6. właściwości stagnic i warunki redukcyjne zaczynają się na 60 cm → kwalifikator Endostagnic
7. nacieki ilaste → kwalifikator Cutanic
8. zwiększenie zawartości iłu bez nieciągłości litologicznej → kwalifikator Differentic
9. poziom argic pomiędzy 50 -100cm → kwalifikator Endic

W trakcie badań terenowych możemy glebę nazwać: Albic Endostagnic Luvisol (Cutanic, Differentic, Endic).
Badania laboratoryjne potwierdziły dużą pojemność sorpcyjną i znaczne wysycenie kationami zasadowymi poziomu argic pomiędzy 50 – 100cm. Analiza uziarnienia wykazała, że jest to glina pylasto-ilasta zawierająca 30% iłu w poziomie powierzchniowym 0–60 cm (Ano-, Loamic) i 45% iłu wewnątrz profilu między 60 – 100 cm (Endo-, Clayic). Średnia zawartośc węgla organicznego w górnej części profilu (Ochric).
Pełna nazwa gleby: Albic Endostagnic Luvisol (Anoloamic, Endoclayic, Cutanic, Differentic, Endic, Ochric).

## Relacja WRB do innych klasyfikacji
Klasyfikacja gleb WRB została stworzona jako kompromis czerpiący najlepsze elementy z uaktualnionej legendy do Mapy Gleb Świata FAO/UNESCO z 1988 r., amerykańskiej Soil Taxonomy, a także regionalnych klasyfikacji z poszczególnych krajów, szczególnie francuskiej i rosyjskiej. Nawet genetyczna bliskość założeń poszczególnych klasyfikacji nie powoduje szczególnego podobieństwa i ścisłej korelacji pomiędzy wydzielanymi jednostkami (typami, RSG). Szczegółowe analizy porównawcze są rzadkością, lecz wiele narodowych systematyk gleb doczekało się szacunkowych korelacji z WRB. Każda nowa edycja WRB lub narodowej klasyfikacji powoduje, że bardziej szczegółowe porównania stają się nieaktualne. Niemniej, pod wpływem uwag gleboznawców z całego świata, kolejne edycje WRB dążą do precyzyjniejszego i bardziej trafnego opisu gleb w różnych zakątkach Ziemi, przez co często w szczegółach zbliżają się do klasyfikacji narodowych.

### WRB a Systematyka gleb Polski
Stosowanie zarówno innych cech diagnostycznych w definicji poziomów, materiałów i właściwości diagnostycznych, jak i inne graniczne wartości liczbowe przyjęte w obu klasyfikacjach powodują, że zarówno większości typom i podtypom polskiej systematyki odpowiada kilka jednostek systematycznych WRB (nieraz nawet kilka różnych RSG), jak i do większości głównych grup glebowych (RSG) można przyporządkować kilka różnych typów i podtypów gleb.
| Główna grupa glebowa (RSG) WRB (2006)/(2014) | Przykładowe typy i podtypy Systematyki gleb polski (2011)                                      | Przykładowe typy i podtypy systematyki gleb Polski z 2019 roku |
| -------------------------------------------- | ---------------------------------------------------------------------------------------------- | --- |
| Histosols                                    | gleby organiczne                                                                               | gleby organiczne |
| Anthrosols                                   | niektóre gleby kulturoziemne lub gleby industroziemne niektóre gleby kulturoziemne             | niektóre gleby kulturoziemne |
| Leptosols                                    | gleby inicjalne skaliste, niektóre gleby inicjalne rumoszowe i rędziny właściwe                | większość gleb inicjalnych, rankerów i rędzin właściwych |
| Vertisols                                    | vertisole                                                                                      | wertisole |
| Fluvisols                                    | Gleby inicjalne akumulacyjne, mady właściwe i czarnoziemne                                     | mady właściwe, mady inicjalne, rędziny właściwe pojezierne |
| Gleysols                                     | gleby eluwialne czarnoziemne, gleby murszaste, gleby glejowe                                   | gleby gruntowo-glejowe, niekture gleby murszowate, |
| Podzols                                      | gleby bielicoziemne                                                                            | gleby bielicoziemne |
| Planosols                                    | –                                                                                              | Gleby płowe dwudzielne lub zbielicowane |
| Chernozems                                   | czarnoziemy i niektóre czarne ziemie                                                           | czarnoziemy i niektóre czarne ziemie |
| Phaeozems                                    | niektóre czarne ziemie, mady czarnoziemne, rędziny czarnoziemne i niektóre gleby kulturoziemne | rędziny czarnoziemne, mady czarnoziemne, gleby deluwialne czarnoziemne, większość gleb szarych, niekture czarne ziemie i gleby kulturoziemne, czarnoziemy wyługowane oraz podtyp „próchniczne” w różnych typach |
| Albeluvisols                                 | gleby płowe zaciekowe                                                                          | – |
| Luvisols                                     | gleby płowe, gleby płowe podmokłe                                                              | większość gleb płowych |
| Umbrisols                                    | –                                                                                              | niektóre gleby szare i gleby murszowate |
| Cambisols                                    | prawie wszystkie gleby brunatnoziemne                                                          | prawie wszystkie gleby brunatne i niekture rędziny brunatne i mady brunatne |
| Arenosols                                    | arenosole, gleby rdzawe, gleby ochrowe                                                         | arenosole, gleby rdzawe, gleby ochrowe, niekture gleby deluwialne, gleby inicjalne luźne, mady rdzawe |
| Regosols                                     | większość gleb inicjalnych i gleb słabo ukształtowanych                                        | regosole, niekture gleby deluwialne oraz pojedyncze podtypy gleb kulturoziemnych, technogenicznych, gleb inicjalnych, rdzawych i mad brunatnych                                                                 |
| Technosols                                   | gleby urbiziemne i część gleb industroziemnych                                                 | większość gleb technogenicznych |
| Solonchaks                                   | Gleby słone i zasolone                                                                         | – |